# Tournoi féminin de volley-ball aux Jeux paralympiques d'été de 2024
Cet article traite de l'épreuve féminine. Pour la compétition masculine, voir Tournoi masculin de volley-ball aux Jeux paralympiques d'été de 2024.
Pour un article plus général, voir Volley-ball aux Jeux paralympiques d'été de 2024.
Navigation
Tokyo 2020 Los Angeles 2028
Le volley-ball aux Jeux paralympiques d'été de 2024 se déroulent du 29 août au 7 septembre 2024 à l'Arena Paris Nord, en France. Il s'agit de la 6e apparition du volley-ball assis.

## Calendrier
| Jour de compétition (août / septembre) | Jour de compétition (août / septembre) | Jour de compétition (août / septembre) | Jour de compétition (août / septembre) | Jour de compétition (août / septembre) | Jour de compétition (août / septembre) | Jour de compétition (août / septembre) | Jour de compétition (août / septembre) | Jour de compétition (août / septembre) | Jour de compétition (août / septembre) | Jour de compétition (août / septembre) | Jour de compétition (août / septembre) |
| Mer 28                                 | Jeu 29                                 | Ven 30                                 | Sam 31                                 | Dim 1                                  | Lun 2                                  | Mar 3                                  | Mer 4                                  | Jeu 5                                  | Ven 6                                  | Sam 7                                  | Dim 8                                  |
| -------------------------------------- | -------------------------------------- | -------------------------------------- | -------------------------------------- | -------------------------------------- | -------------------------------------- | -------------------------------------- | -------------------------------------- | -------------------------------------- | -------------------------------------- | -------------------------------------- | -------------------------------------- |
|                                        | P                                      | P                                      | P                                      | P                                      | P                                      | P                                      | c                                      | ½                                      |                                        | F                                      |                                        |

| - P : premiers tours - ¼ : quarts de finale - c : classement - ½ : demi-finales - F : finales |

## Qualifications
Les huit équipes féminines se sont qualifiées comme suit :
| Compétition                           | Date                      | Lieu                         | Places | Qualifiés  |
| ------------------------------------- | ------------------------- | ---------------------------- | ------ | ---------- |
| Pays organisateur                     | Pays organisateur         | Pays organisateur            | 1      | France     |
| Championnat du monde ParaVolley 2022  | 4-11 novembre 2022        | Sarajevo, Bosnie-Herzégovine | 1      | Brésil     |
| Championnat des Amériques 2023        | 9-13 mai 2023             | Edmonton, Canada             | 1      | États-Unis |
| Championnat d'Asie-Océanie 2023       | 3-8 juillet 2023          | Astana, Kazakhstan           | 1      | Chine      |
| Championnat d'Europe 2023             | 8-15 octobre 2023         | Caorle, Italie               | 1      | Italie     |
| Championnat d'Afrique 2024            | 29 janvier-3 février 2024 | Lagos, Nigeria               | 1      | Rwanda     |
| Coupe du monde de paravolley 2023     | 11-18 novembre 2023       | Le Caire, Égypte             | 1      | Canada     |
| Tournoi de qualification paralympique | 3–10 avril 2024           | Dali, Chine                  | 1      | Slovénie   |
| Total                                 | Total                     | Total                        | 8      |            |

## Phase de poule

### Groupe A
| # | Équipe     | Pts | J | G | Gt | Pt | P | Sp | Sc | Ratio | Pp  | Pc  | Ratio |
| 1 | Chine      | 9   | 3 | 3 | 0  | 0  | 0 | 9  | 1  | 9     | 247 | 147 | 1.68  |
| 2 | États-Unis | 6   | 3 | 2 | 0  | 0  | 1 | 7  | 3  | 2.333 | 237 | 167 | 1.419 |
| 3 | Italie     | 3   | 3 | 1 | 0  | 0  | 2 | 3  | 6  | 0.5   | 177 | 171 | 1.035 |
| 4 | France     | 0   | 3 | 0 | 0  | 0  | 3 | 0  | 9  | 0     | 49  | 227 | 0.216 |
| Qualifié pour les demi-finaleMatch de classement de 5 à 6Match de classement de 7 à 8# = classement; Pts = points; J = joués; G / Gt / Pt / P = gagnés 3-0 ou 3-1 / gagnés au tie-break 3-2 / perdus au tie-break 2-3 / perdus 1-3 ou 0-3; Sp / Sc / Ratio = sets pour / contre / ratio de sets pour/contre; Pp / Pc / Ratio = points pour / contre / ratio de points pour/contre |            |     |   |   |    |    |   |    |    |       |     |     |       |

### Groupe B
| # | Équipe   | Pts | J | G | Gt | Pt | P | Sp | Sc | Ratio | Pp  | Pc  | Ratio |
| 1 | Brésil   | 9   | 3 | 3 | 0  | 0  | 0 | 9  | 1  | 9     | 223 | 152 | 1.467 |
| 2 | Canada   | 6   | 3 | 2 | 0  | 0  | 1 | 7  | 3  | 2.333 | 235 | 186 | 1.263 |
| 3 | Slovénie | 3   | 3 | 1 | 0  | 0  | 2 | 3  | 7  | 0.429 | 189 | 230 | 0.822 |
| 4 | Rwanda   | 0   | 3 | 0 | 0  | 0  | 3 | 1  | 9  | 0.111 | 144 | 223 | 0.646 |
| Qualifié pour les demi-finaleMatch de classement de 5 à 6Match de classement de 7 à 8# = classement; Pts = points; J = joués; G / Gt / Pt / P = gagnés 3-0 ou 3-1 / gagnés au tie-break 3-2 / perdus au tie-break 2-3 / perdus 1-3 ou 0-3; Sp / Sc / Ratio = sets pour / contre / ratio de sets pour/contre; Pp / Pc / Ratio = points pour / contre / ratio de points pour/contre |          |     |   |   |    |    |   |    |    |       |     |     |       |

## Phase finale

### Tableaux
|  | Demi-finales      | Demi-finales |                        |   | Finale            | Finale            |
|  | Demi-finales      | Demi-finales |                        |   | Finale            | Finale            |
|  |                   |              |                        |   |                   |                   |
|  | 5 septembre       | 5 septembre  |                        |   | 7 septembre 19h30 | 7 septembre 19h30 |
|  | 5 septembre       | 5 septembre  |                        |   | 7 septembre 19h30 | 7 septembre 19h30 |
|  | Chine             | 3            |                        |   | 7 septembre 19h30 | 7 septembre 19h30 |
|  | Chine             | 3            |                        |   | 7 septembre 19h30 | 7 septembre 19h30 |
|  | Canada            | 0            |                        |   | 7 septembre 19h30 | 7 septembre 19h30 |
|  | Canada            | 0            | Chine                  | 1 |                   |                   |
|  | 5 septembre       |              | Chine                  | 1 |                   |                   |
|  |                   | États-Unis   | 3                      |   |                   |                   |
|  | Brésil            | États-Unis   | 3                      | 1 |                   |                   |
|  | Brésil            |              |                        | 1 |                   |                   |
|  | États-Unis        | 3            |                        |   |                   |                   |
|  | États-Unis        | 3            | Match pour la 3e place |   |                   |                   |
|  |                   |              |                        |   |                   |                   |
|  | 7 septembre 15h00 |              |                        |   |                   |                   |
|  |                   |              |                        |   |                   |                   |
|  | Canada            | 3            |                        |   |                   |                   |
|  | Canada            | 3            |                        |   |                   |                   |
|  | Brésil            | 0            |                        |   |                   |                   |
|  | Brésil            | 0            |                        |   |                   |                   |

|  | 5e place |   |
|  |          |   |
|  |          |   |
|  |          |   |
|  | Italie   | 3 |
|  | Italie   | 3 |
|  | Slovénie | 0 |
|  | Slovénie | 0 |

|  | 7e place |   |
|  |          |   |
|  |          |   |
|  |          |   |
|  | France   | 0 |
|  | France   | 0 |
|  | Rwanda   | 3 |
|  | Rwanda   | 3 |

### Détails des matchs
Classement 7e place
Classement 5e place
1/2 finales,
3e place
Finale

## Podium
| Épreuves        | Or | Argent | Bronze |
| Tournoi féminin | États-Unis- Heather Erickson - Monique Matthews - Whitney Dosty - Kaleo Kanahele Maclay - Lora Webster - Nicky Nieves - Tia Edwards - Bethany Zummo - Alexis Shifflett - Sydney Satchell - Katie Holloway Bridge - Emma Schieck | Chine- Lyu Hongqin - Zhao Meiling - Qiu Junfei - Zhang Xufei - Li Ting - Huang Lu - Wang Yanan - Zhang Lijun - Su Limei - Tang Xuemei - Xu Yixiao - Hu Huizi | Canada- Julie Kozun - Allison Lang - Felicia Voss-Shafiq - Anne Fergusson - Jolan Wong - Heidi Peters - Sarah Melenka - Jennifer McCreesh - Katelyn Wright - Jennifer Oakes - Danielle Ellis |